# エコライド
エコライドは、泉陽興業によって製造された新交通システムである。

## 概要
ローラーコースター（ジェットコースター）の技術を応用した公共交通機関で、世界デザイン博覧会や国際科学技術博覧会、エキスポランドで会場内輸送を担当したミニモノレール「ビスタライナー」の開発・運営ノウハウも引き継いでいる。
車両や基礎構造の軽量化により建設費が1 km当たり20 - 25億円と比較的安価で、省エネや温室効果ガス削減にメリットがあるとされる。無人で運行され、最高時速は40 km/h、1回10 mの巻き上げで400 m走行可能で、最大10 kmの路線を構築可能となっている。
平成18年から21年までは新エネルギー・産業技術総合開発機構、平成21年から22年までは関東経済産業局の委託研究として、泉陽興業と東京大学生産技術研究所の須田義大らが共同で走行実験を行い、千葉実験所に実験線が設置されていた。

## 建設予定・計画・構想
- 東京都台東区（恩賜上野動物園） - 東京都交通局上野懸垂線（上野動物園モノレール）の後継としてエコライドと同方式の乗り物が採用されることが、2024年3月29日に建設局より公表された[5][6]。